# Торевекија (Катанцаро)
Торевекија је насеље у Италији у округу Катанцаро, региону Калабрија.
Према процени из 2011. у насељу је живело 333 становника. Насеље се налази на надморској висини од 8 м.